# Medborgarskolan
Medborgarskolan är ett svenskt studieförbund, med humanistisk värdegrund. Verksamheten omfattar kurser, föreläsningar, evenemang, kulturaktiviteter, studiecirklar, föreningssamarbeten och företagsutbildningar. Medborgarskolan är också huvudman för ett antal skolor; från förskolor till gymnasieskolor samt har kvalificerade eftergymnasiala utbildningar. Medborgarskolan åtar sig även uppdrag från olika myndigheter i samhället. 
Medborgarskolans verksamhet är partipolitiskt och religiöst obunden.  
Medborgarskolan grundades 1940. Organisationen erhöll 156 939 400 kronor i statsbidrag 2019. Totalt fick alla studieförbunden 1 780 218 000 kronor i statsbidrag 2019.

## Historia

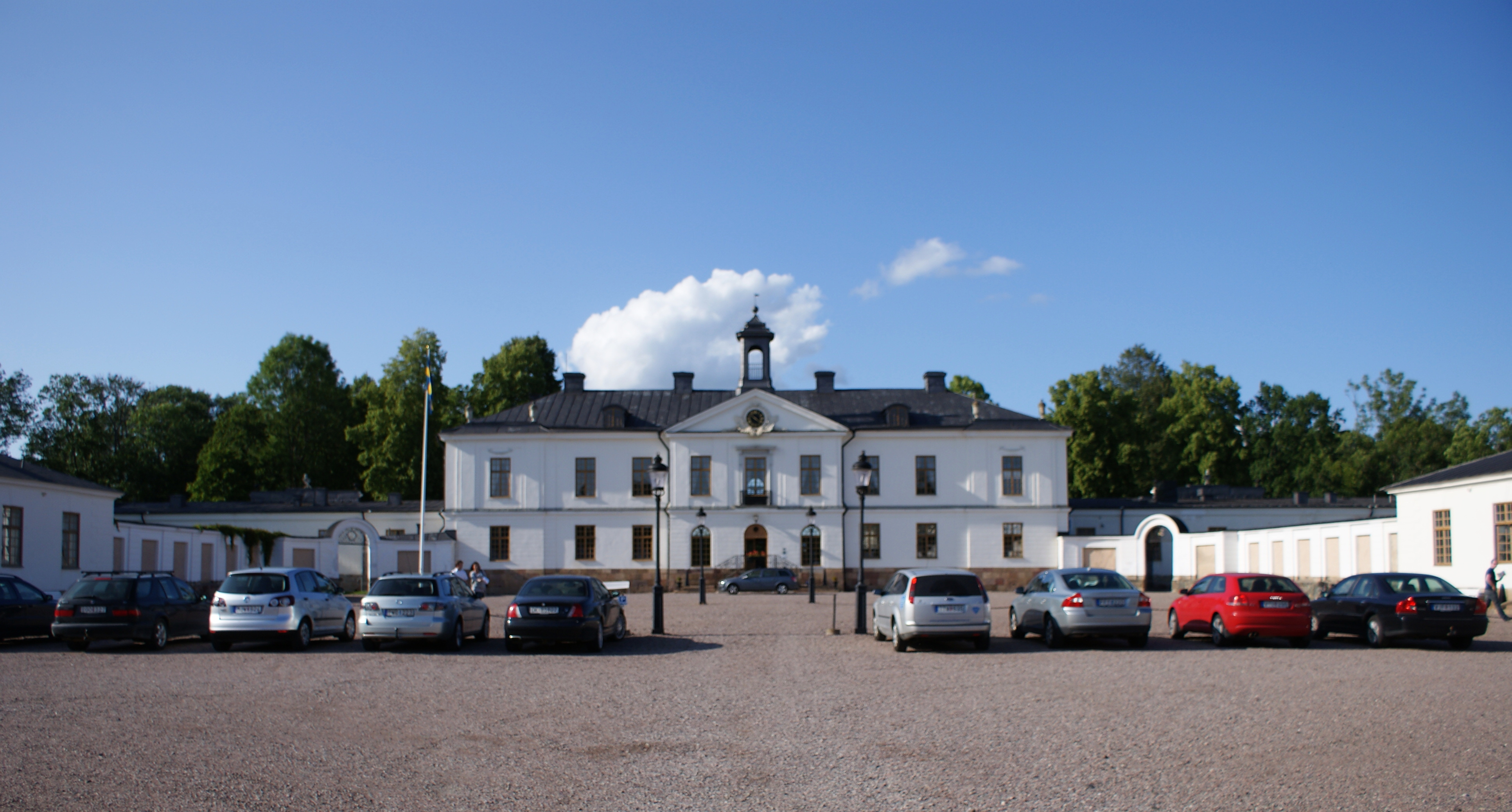
Gimo herrgård, sett från söder, där Medborgarskolan grundades 1940.

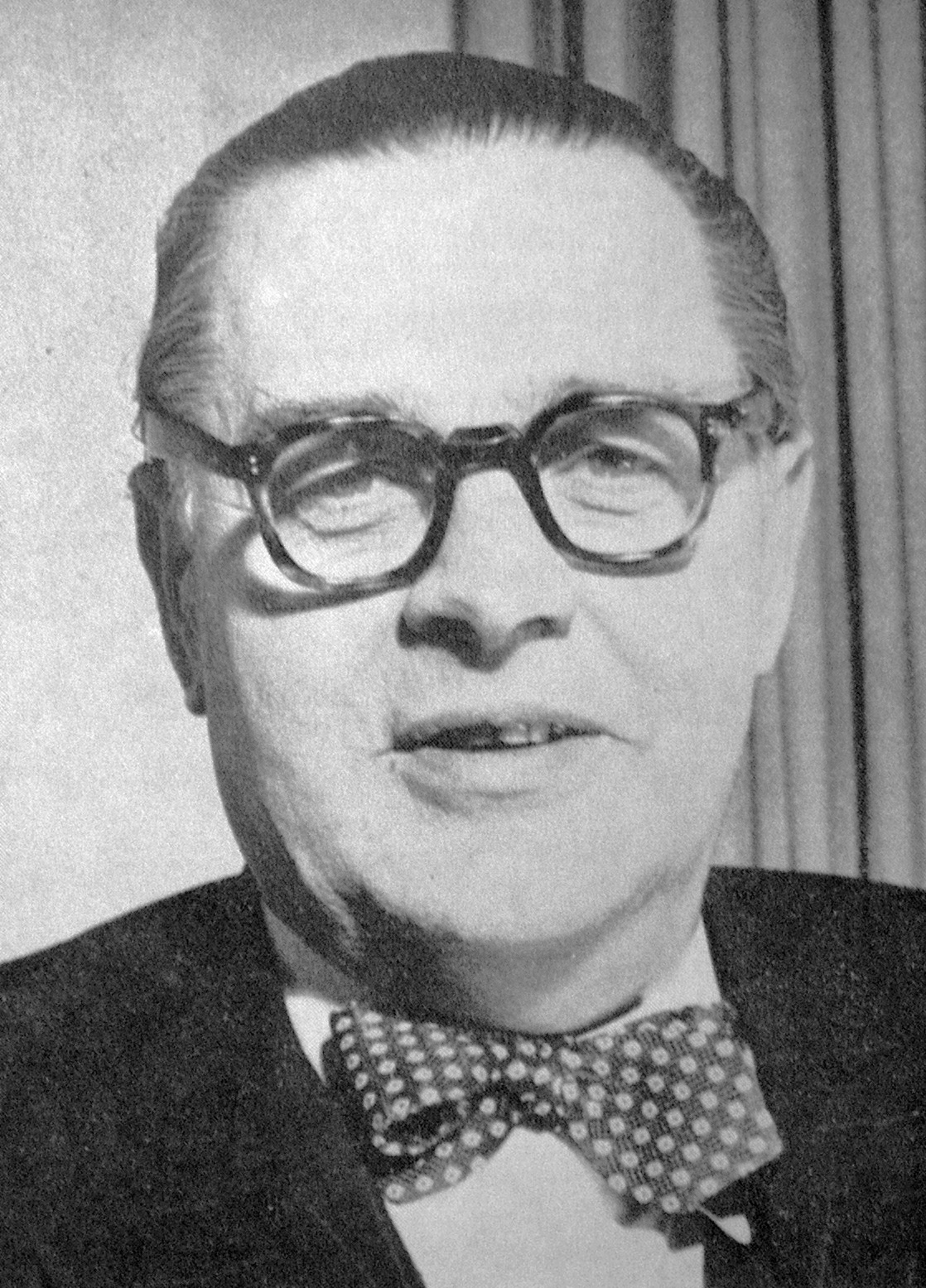
Folke Kyling, en av grundarna, 1959.

1935 köptes Gimo herrgård i norra Uppland av Arvid Lindmans stiftelse, som var en del av Högerpartiets organisation, i syfte att den skulle utnyttjas som partiets kursgård. Gimokamraterna, som en grupp vid kursgården kallades, beslöt sig för att skapa en fastare form för sina kurser. Ett studieförbund grundades 29 november 1940. Henry Jarild och Folke Kyling i det dåvarande Högerpartiet var initiativtagare. Kyling blev ordförande medan Jarild blev rektor. De övriga ursprungliga ledamöterna var Axelia Kallin, Inga Olsson och Stig Hedén.
Medborgarskolan ägde tillsammans med Moderata samlingspartiet Gimo herrgård fram till 1985. Detta år överfördes ägandet till Gimo Kursgård AB, där Moderaterna och Medborgarskolan hade ägarmajoriteten, och herrgården gjordes tillgänglig att hyra även för andra intressenter. 1991 såldes Gimo, och Medborgarskolan och Moderaterna släppte alla ägarband till herrgården.
Medborgarskolan utökade gradvis sin verksamhet, och är numera ett av de stora studieförbunden i Sverige, tillsammans med Arbetarnas bildningsförbund (som är störst), Folkuniversitetet, Studiefrämjandet och Studieförbundet Vuxenskolan. Medborgarskolan beskriver sin värdegrund som humanistisk: "Medborgarskolan är ett studieförbund med humanistisk värdegrund. Vi sätter individen i centrum och tar hänsyn till varje individs behov, förutsättningar och önskemål."

## Medlemsorganisationer
Medborgarskolan har ett antal centralt anslutna medlemsorganisationer: Moderata Samlingspartiet, Fria Moderata Studentförbundet, Moderata Ungdomsförbundet, Aktiv Ungdom, Förbundet Aktiva Seniorer och Rojalistiska föreningen.

## Medborgarskolans organisation
Medborgarskolan består av sju ideella föreningar – en riksorganisation och sex regioner, där varje region består av ett regionkontor och ett antal lokalkontor. Verksamhet bedrivs i en stor del av landets kommuner och ca 7000 ledare genomför varje år kurser och studiecirklar i hundratals olika ämnen. Medborgarskolans förbundskansli ligger i Uppsala.

## Verksamheter
Medborgarskolan äger eller förvaltar en rad olika verksamheter och bolag via sina regionala organisationer. Beståndet har förändrats över tid (markeras inom parentes).
Medborgarskolan i Stockholm bedriver en omfattande skol- och utbildningsverksamhet under de egna varumärkena Påhlmans Handelsinstitut, Kulturama (där bland annat Teaterstudion ingick 1985-2007), Stockholms Tillskärarakademi, Stockholms Tillskärarakademis Gymnasium och Påhlmans Gymnasium. Regionen bedrev tillsammans med Arbetarnas bildningsförbund i Sollentuna utbildning vid Väddö folkhögskola (2002-). samt Södertörns folkhögskola (såldes 2010). [källa behövs] I Göteborg driver Medborgarskolan Franska skolan.